# Magnistipula conrauana
Magnistipula conrauana är en tvåhjärtbladig växtart som beskrevs av Adolf Engler. Magnistipula conrauana ingår i släktet Magnistipula och familjen Chrysobalanaceae. IUCN kategoriserar arten globalt som starkt hotad. Inga underarter finns listade i Catalogue of Life.